# Jana Hoffmanová
Jana Hoffmanová es una deportista checa que compitió en natación adaptada. Ganó tres medallas en los Juegos Paralímpicos de Sídney 2000.

## Palmarés internacional
| Juegos Paralímpicos | Juegos Paralímpicos | Juegos Paralímpicos | Juegos Paralímpicos |
| Año                 | Lugar               | Medalla             | Prueba              |
| ------------------- | ------------------- | ------------------- | ------------------- |
| 2000                | Sídney (Australia)  | Medalla de oro      | 50 m libre S3       |
| 2000                | Sídney (Australia)  | Medalla de bronce   | 50 m espalda S3     |
| 2000                | Sídney (Australia)  | Medalla de bronce   | 100 m libre S3      |